# Usevya
Usevya è una circoscrizione mista (mixed ward) della Tanzania situata nel distretto di Mpimbwe, regione di Katavi. Conta una popolazione di 16 153 abitanti (censimento 2022).